# Classe Renown
La classe Renown è stata una classe di incrociatori da battaglia costruita per la Royal Navy britannica durante la prima guerra mondiale.
Era inizialmente previsto che le due unità fossero le ultime navi della classe Revenge ma le aspettative di una guerra breve fecero sì che la loro costruzione venisse sospesa nella convinzione che non potessero essere completate in tempo. L'Ammiraglio Jackie Fisher, diventato Primo Lord del Mare, fece riprendere la costruzione modificando il progetto e trasformando le unità in incrociatori da battaglia di più facile e rapida costruzione. Eustace Tennyson-D'Eyncourt, Direttore delle costruzioni navali, aveva progettato le navi classe Revenge. Rispetto a queste le Renown ebbero uno scafo più lungo, il numero di torrette venne ridotto da quattro a tre e la corazzatura venne resa più leggera per aumentare la velocità. Come risultato di queste modifiche i lavori procedettero speditamente e le unità entrarono in servizio poco dopo la battaglia dello Jutland del 1916.
Le due navi vennero battezzate Renown e Repulse. Una terza unità, la Resistance, venne cancellata prima dell'inizio dei lavori. Al momento del loro completamento erano le navi da guerra più grandi mai costruite, fino all'ingresso in servizio della Hood. Le navi, per cui era necessaria una continua e costosa manutenzione, vennero soprannominate HMS Refit e HMS Repair.
Entrambe le unità servirono in entrambe le guerre mondiali. La Repulse venne affondata il 10 dicembre 1941 insieme alla nave da battaglia Prince of Wales da un violento attacco aereo giapponese. La Renown, sopravvissuta alla guerra, venne demolita nel 1948.

## Navi
| Nome    | Costruttori           | Costruttori delle macchine      | Impostazione    | Varo           | Completamento     | Cost according to | Cost according to |
| Nome    | Costruttori           | Costruttori delle macchine      | Impostazione    | Varo           | Completamento     | (BNA 1924)        |                   |
| ------- | --------------------- | ------------------------------- | --------------- | -------------- | ----------------- | ----------------- | ----------------- |
| Renown  | Fairfield, Govan      | Fairfield Brown-Curtis Turbine  | 25 gennaio 1915 | 4 marzo 1916   | 20 settembre 1916 | £3,111,284        |                   |
| Repulse | John Brown, Clydebank | John Brown Brown-Curtis Turbine | 25 gennaio 1915 | 8 gennaio 1916 | 18 agosto 1916    | £2,760,062        |                   |

Era pratica comune per la Royal Navy non contabilizzare il costo degli armamenti nel costo della costruzione delle unità.